# Olympische Sommerspiele 1984/Teilnehmer (Vereinigte Arabische Emirate)
| Gelbes Symbol für Goldmedaillen mit stilisierten Olympischen Ringen | Graues Symbol für Silbermedaillen mit stilisierten Olympischen Ringen | Braundes Symbol für Bronzemedaillen mit stilisierten Olympischen Ringen |
| ------------------------------------------------------------------- | --------------------------------------------------------------------- | ----------------------------------------------------------------------- |
| —                                                                   | —                                                                     | —                                                                       |

Die Vereinigten Arabischen Emirate nahmen an den Olympischen Sommerspielen 1984 in Los Angeles mit einer Delegation von sieben männlichen Athleten an den Leichtathletikwettbewerben teil. Dies war die erste olympische Teilnahme des Landes, es konnten dabei keine Medaillen gewonnen werden.

## Teilnehmer nach Sportarten

### Leichtathletik
- Mohamed Sami Abdullah
100 Meter: Vorläufe

- Rashid Al-Jirbi
400 Meter: Vorläufe
4 × 400 Meter: Vorläufe

- Mohamed Helal Ali
110 Meter Hürden: Vorläufe

- Mubarak Ismail Amber
4 × 400 Meter: Vorläufe

- Ibrahim Aziz
800 Meter: Vorläufe
1500 Meter: Vorläufe
4 × 400 Meter: Vorläufe

- Ibrahim Khamis
400 Meter Hürden: Vorläufe
4 × 400 Meter: Vorläufe

- Shahad Mubarak
Weitsprung: 23. Platz in der Qualifikation